# 4001 Ptolemaeus
För andra betydelser, se Ptolemaeus.

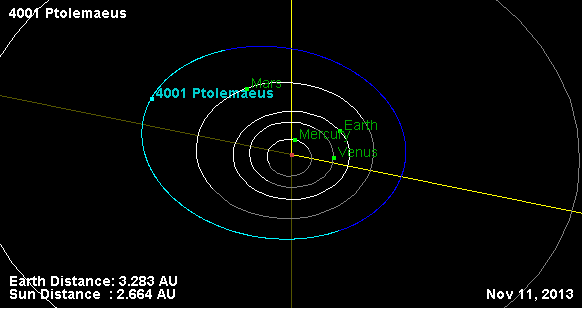
4001 Ptolemaeus

4001 Ptolemaeus eller 1949 PV är en asteroid i huvudbältet, som upptäcktes 2 augusti 1949 av den tyske astronomen Karl Wilhelm Reinmuth i Heidelberg. 1991 fick den officiellt sitt namn efter den grekiske astronomen Klaudios Ptolemaios.
Asteroiden har en diameter på ungefär 4 kilometer och den tillhör asteroidgruppen Duponta.